# Punta Cup
Der Punta Cup ist ein internationaler Junioren-Fußball-Vereinswettbewerb in Uruguay.
Der Punta Cup wurde erstmals im Jahr 2004 ausgetragen. Seither findet er jährlich in den Monaten März und April im uruguayischen Punta del Este statt. Die Spiele werden allerdings jeweils im Estadio Domingo Burgueño (22.000 Zuschauer Fassungsvermögen) der benachbarten Stadt Maldonado, im Estadio Club Atlético Atenas (6.500 Zuschauer Fassungsvermögen) in San Carlos, im Estadio Municipal de Pan de Azúcar (4.000 Zuschauer Fassungsvermögen) in Pan de Azúcar, im Estadio Club Ituzaingó (4.000 Zuschauer Fassungsvermögen) und im Estadio Club Libertad (4.000 Zuschauer Fassungsvermögen) ausgetragen. Bislang nahmen an der per TV-Berichterstattung in neun Länder übertragenen Veranstaltung 160 Mannschaften mit 3200 Spielern teil, die insgesamt 349 Partien absolvierten. 
Das Turnier weist ein internationales Teilnehmerfeld mit renommierten Vereinen aus Ländern wie Brasilien, Argentinien, Uruguay, Paraguay, Spanien, Mexiko, Australien und den USA auf. Am Wettbewerb, der nach Angaben der Veranstalter zu den drei weltweit wichtigsten dieser Sparte gezählt wird und der bedeutendste dieser Art in Südamerika ist, nehmen jeweils die U-18 Mannschaften der Vereine teil. Neben den Top-Teams Südamerikas und Mexikos zählten auch bereits unter anderem die Mannschaften von Real Madrid, FC Barcelona, Fairfield City und die Nationalmannschaften Indonesiens und der USA zu den mitwirkenden Akteuren. Der Austragungsmodus sieht eine Vorausscheidung mit fünf Teilnehmermannschaften je Gruppe, Viertel- und Halbfinale sowie ein Endspiel vor. Gespielt wird nach den Regeln der FIFA und der Asociación Uruguaya de Fútbol (AUF).
Nacional Montevideo ist mit bislang drei Turniersiegen die erfolgreichste Mannschaft in der Geschichte des Wettbewerbs. Jeweils Torschützenkönig, bester Spieler des Turniers und der beste Torhüter des Turniers werden gesondert hervorgehoben. Turnier-Direktor des Punta Cups ist Diego Pereira.

## Siegerliste
- 2004: Vélez Sársfield (Zweitplatzierter: Defensor)
- 2005: FC Barcelona (Zweitplatzierter: Nacional)
- 2006: Nacional (Zweitplatzierter: CA Talleres)
- 2007: Club Guaraní (Zweitplatzierter: Grêmio Porto Alegre)
- 2008: Nacional (Zweitplatzierter: Grêmio Porto Alegre)
- 2009: Nacional (Zweitplatzierter: Pao de Açucar (Sao Paulo))
- 2010: SC Internacional (Zweitplatzierter: Nacional)
- 2011: SC Internacional (Zweitplatzierter: Nacional)

## Torschützenkönig
- 2004: Luis Escalada (Boca Juniors)
- 2005: Luis Suárez (Nacional) und Martín Cauteruccio (Nacional)
- 2006: Miguel Murillo (Juventud de Las Piedras)
- 2008: Douglas Costa (Gremio)
- 2009: Bruno Gimenez und José Aguirre (Nacional), Jonathan Leaden (Peñarol)
- 2010: Rodrigo Tassara (Fénix)
- 2011: Nicolás López (Nacional)

## Bester Spieler des Turniers
- 2004: Darío Ocampo (Vélez Sarsfield)
- 2005: Juan Carlos Carrizo (S. Lorenzo)
- 2006: Federico Láens (Nacional)
- 2007: Maylson (Gremio)
- 2008: Douglas Costa (Gremio)
- 2009: Geancarlo Slaviero (Pao de Açucar)
- 2010: Eduardo Colcenti (SC Internacional)
- 2011: Tarik Kedes (SC Internacional)

## Bester Torhüter des Turniers
- 2004: Martín Guigou (Defensor)
- 2005: Marcelo Grohe (Gremio)
- 2006: Rafael García (Atenas)
- 2007: Joel Silva (Guaraní)
- 2008: Nicola Pérez (Nacional)
- 2009: Luis Mejía (Fénix)
- 2010: Douglas Soares (Internacional)
- 2011: Klaus Tomaini (Clarkson Sheridan, Kanada)

Quelle: 